# 맷 보를렌기

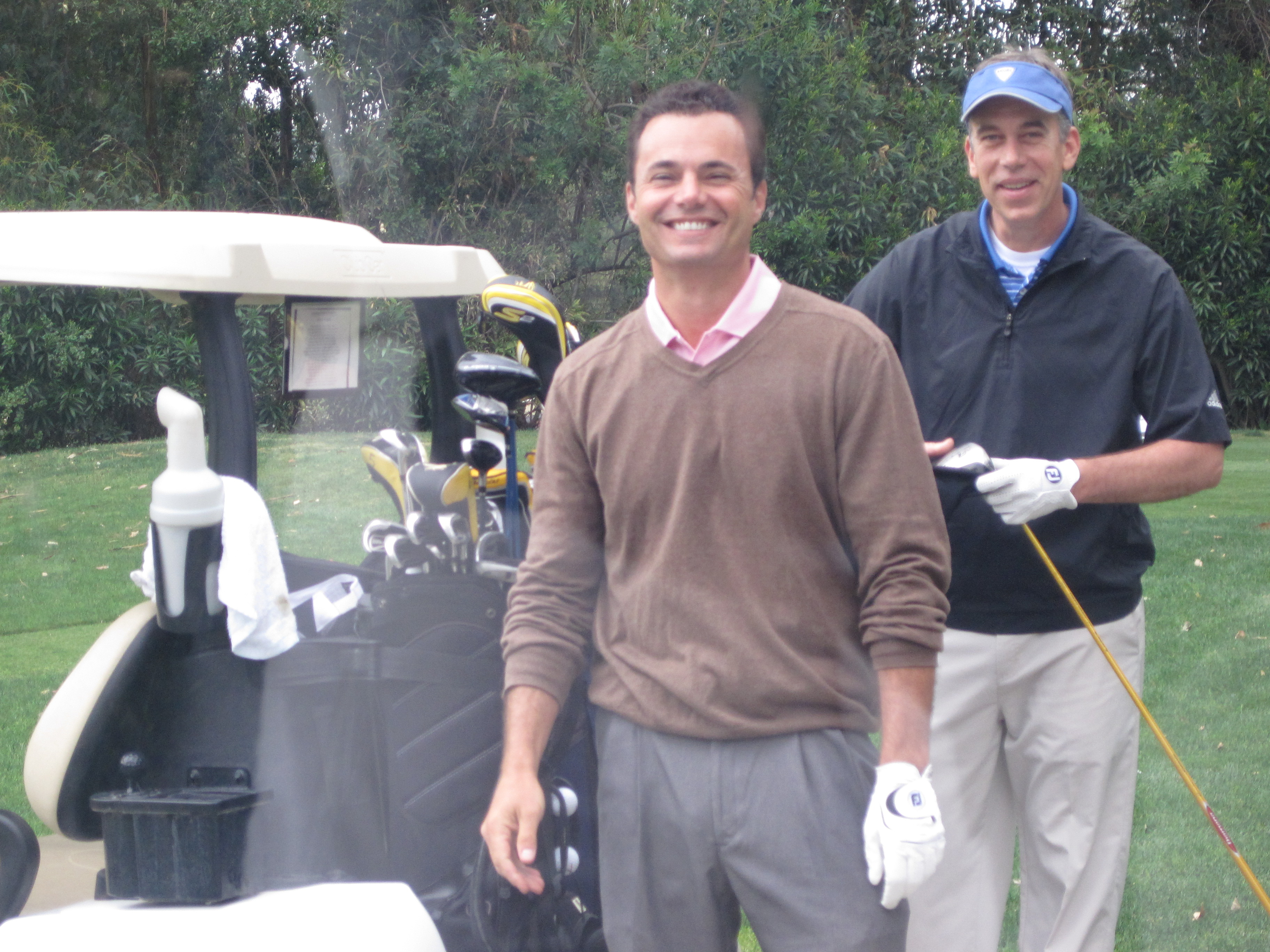
2011년 모습

맷 볼렝기(Matt Borlenghi, 1967년 5월 25일 ~ )는 미국의 배우, 각본가이다.
로스앤젤레스에서 태어났다.

## 출연 작품

### 영화
- 나이트메어 5: 꿈꾸는 아이들 (1989)
- 알파 독 (2006)
- 아메리칸 호스트 (2007, Cougar Club)

### 텔레비전
- Hot Line (1994)
- 코브라 카이 (2018-22)